# Ван Генехтен, Рихард
Рихард ван Генехтен (нидерл. Richard Van Genechten;  23 июля 1930, Брюссель, Бельгия — 13 ноября 2010, район Лакен, Брюссель, Бельгия ) — бельгийский профессиональный шоссейный велогонщик в 1953-1961 годах. Победитель классической однодневной велогонки Флеш Валонь (1956) и многодневной велогонки Вуэльта Каталонии (1958) .

## Достижения
1952
1-й Grand Prix François-Faber
8-й Чемпионат мира — Групповая гонка (любители)
1953
1-й — Этап 6 Вуэльта Астурии
3-й Trophée des grimpeurs
1954
1-й Trophée des grimpeurs
5-й Чемпионат Цюриха
1955
3-й Тур Бельгии — Генеральная классификация
1-й — Этап 4
1956
1-й Week-end ardennais
1-й Флеш Валонь
1-й Trophée des grimpeurs
2-й Льеж — Бастонь — Льеж
2-й Гент — Вевельгем
6-й Кюрне — Брюссель — Кюрне
1958
1-й Вуэльта Каталонии — Генеральная классификация
1-й — Этапы 7 и 8
5-й Париж — Брюссель

## Статистика выступлений

### Гранд-туры
| Гранд-тур                 | 1953 | 1954 | 1955 | 1956 | 1957 | 1958 | 1959 |
| ------------------------- | ---- | ---- | ---- | ---- | ---- | ---- | ---- |
| Джиро д’Италия            | —    | —    | —    | —    | —    | —    | —    |
| Тур де Франс              | 33   | 22   | НФ   | 45   | —    | —    | —    |
| (c 2010 ) Вуэльта Испании | НП   | НП   | —    | —    | —    | —    | 26   |

| —  | Не участвовал        |
| НП | Гонка не проводилась |
| НФ | Не финишировал       |